# Phạm Gia Túc
Phạm Gia Túc (sinh ngày 22 tháng 5 năm 1965) là chính trị gia nước Cộng hòa xã hội chủ nghĩa Việt Nam. Ông hiện là Ủy viên Ban Chấp hành Trung ương Đảng Cộng sản Việt Nam khóa XIII, Phó Chánh văn phòng Trung ương Đảng.
Ông nguyên là Bí thư Tỉnh ủy Nam Định, Bí thư Đảng ủy Cơ quan Ban Nội chính Trung ương, Phó Trưởng Ban Nội chính Trung ương Đảng Cộng sản Việt Nam; Phó Bí thư Thành ủy Cần Thơ; Phó Chủ tịch Phòng Thương mại và Công nghiệp Việt Nam (VCCI).
Phạm Gia Túc là Đảng viên Đảng Cộng sản Việt Nam, học vị Cử nhân Kinh tế, Thạc sĩ Quản lý hành chính công, Cao cấp lý luận chính trị.

## Xuất thân và giáo dục
Phạm Gia Túc sinh ngày 22 tháng 5 năm 1965 tại xã Nam Thanh, huyện Nam Trực, tỉnh Nam Định, Việt Nam Dân chủ Cộng hòa. Ông lớn lên và theo học phổ thông tại quê nhà Nam Định. Thời thanh niên, ông theo học ở thủ đô Hà Nội, nhận bằng Cử nhân Kinh tế, Thạc sĩ Quản lý hành chính công. Ông tiếp tục theo học nghiên cứu sinh tại Trường Đại học Ngoại thương.
Ngày 24 tháng 6 năm 1989, ông được kết nạp Đảng Cộng sản Việt Nam, trở thành đảng viên chính thức vào ngày 24 tháng 6 năm 1990. Trong quá trình hoạt động Đảng và Nhà nước, ông theo học các khóa tại Học viện Chính trị Quốc gia Hồ Chí Minh, nhận bằng Cao cấp lý luận chính trị.

## Sự nghiệp

### Phòng Thương mại và Công nghiệp Việt Nam
Trong nhiều năm sự nghiệp, ông công tác ở các cơ quan lĩnh vực kinh tế, ở Phòng Thương mại và Công nghiệp Việt Nam (VCCI). Ông được bổ nhiệm làm Phó Chủ tịch Phòng Thương mại và Công nghiệp Việt Nam, cùng hỗ trợ, phối hợp công tác với Chủ tịch VCCI Vũ Tiến Lộc.

### Thành ủy Cần Thơ
Tháng 3 năm 2014, Bộ Chính trị luân chuyển, điều động Phạm Gia Túc tới công tác ở thành phố Cần Thơ, tham gia Ban Chấp hành, Ban Thường vụ Thành ủy và giữ chức Phó Bí thư Thành ủy Cần Thơ nhiệm kỳ 2010 – 2015. Tháng 9 năm 2015, tại Đại hội Đảng bộ thành phố Cần Thơ khóa XIII, nhiệm kỳ 2015 – 2020, ông tiếp tục được bầu làm Phó Bí thư Thành ủy. Phạm Gia Túc công tác phối hợp lãnh đạo thành phố Cần Thơ cùng Bí thư Thành ủy Trần Quốc Trung trong những năm 2014 – 2017.

### Ban Nội chính Trung ương
Tháng 12 năm 2017, Bộ Chính trị quyết định điều động Phạm Gia Túc về công tác ở Trung ương. Ông thôi chức vụ ở Ban thường vụ, Ban Chấp hành đảng bộ Thành phố, miễn nhiệm vị trí Phó Bí thư Thành ủy Cần Thơ, được bổ nhiệm làm Phó Trưởng Ban Nội chính Trung ương Đảng Cộng sản Việt Nam. Giai đoạn 2017 – 2020, ông công tác hỗ trợ Trưởng Ban Nội chính Phan Đình Trạc.
Tháng 6 năm 2020, tại phiên họp thứ nhất, Ban Chấp hành Đảng bộ Cơ quan Ban Nội chính Trung ương lần thứ II, Phạm Gia Túc được bầu giữ chức Bí thư Đảng ủy Cơ quan Ban Nội chính Trung ương nhiệm kỳ 2020 – 2025. Đến ngày 30 tháng 1 năm 2021, tại Đại hội Đại biểu toàn quốc Đảng Cộng sản Việt Nam khóa XIII, ông được bầu làm Ủy viên chính thức Ban Chấp hành Trung ương Đảng Cộng sản Việt Nam khoá XIII.

### Tỉnh ủy Nam Định
Ngày 06 tháng 5 năm 2021, Phạm Gia Túc được Bộ Chính trị cho thôi giữ chức Phó Trưởng Ban Nội Chính Trung ương và điều động tới tỉnh Nam Định, phân công tham gia Ban Chấp hành, Ban Thường vụ Tỉnh ủy Nam Định để giữ chức Bí thư Tỉnh ủy Nam Định.

### Văn phòng Trung ương Đảng
Ngày 12 tháng 11 năm 2024, Phạm Gia Túc được Bộ Chính trị điều động, phân công giữ chức Phó Chánh Văn phòng Trung ương Đảng 